# الآراء المسيحية حول النبي محمد في العصور الوسطى

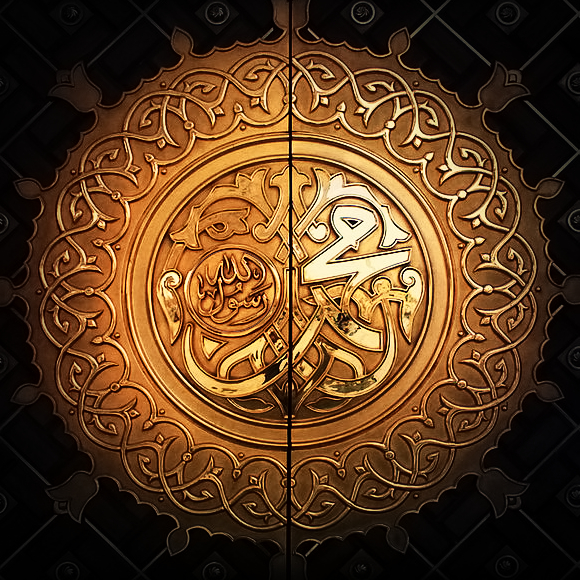
باب المسجد النبوي الشريف.

كانت وجهة نظر العالم المسيحي في العصور الوسطى معادية إلى حد كبير للرسول محمّد.

## لمحة عامة
خلافًا لآراء المسلمين عن النبي محمّد، كانت صورته في الغرب سلبية للغاية وقد بقيت كذلك لأكثر من ألف عام.

### أوائل العصور الوسطى
أقدم معرفة (موثقة) للمسيحيين عن النبي محمد تعود للمصادر البيزنطية التي كُتبت بعد مدة وجيزة من وفاة الرسول سنة 632. ففي تعليمات يعقوب المعمد حديثا (Doctrina Jacobi nuper baptizati) وهو حوار بين يهودي تحول للمسيحية وعدد من اليهود، كتب أحد المشاركين أن شقيقه «كتب له قائلًا: إن نبيًا مخادعًا ظهر وسط الشرقيين» وكتب آخر عن الرسول «هو مخادع، فهل آتى الأنبياء بسيف وعربة حرب؟ ... لن تكتشفوا أي شيء حقيقي عن هذا النبي المذكور إلا سفك الدم البشري». ورغم أن محمدًا لم يُذكر باسمه فوجوده معروف على ما يبدو، وبحسب مؤرخين فقد نظر إليه كلٌ من اليهود والمسيحيين نظرة سلبية. وهناك مصادر أخرى معاصرة، مثل البطريرك سوفرونيوس Sophronius تبين عدم إيمانهم بظهور النبي محمد بين العرب أو بدينهم، بل تتكلم فقط عن أن هجمات العرب (المسلمين) كانت عقابًا على ذنوب المسيحيين.
وقد سمع الغرب عن النبي وعرفوا عنه منذ ترجمة أعمال يوحنا الدمشقي، الذي صاغ عبارة اعتبرها البعض مهينة وهي «النبي الكاذب». وكانت «دائما تقريبا تستخدم لغرض الإهانة.»  وهناك مصدر مؤثر آخر هي «رسائل إلى شرقي» (Epistolae Saraceni) كتبها أحد المسيحيين الشرقيين وترجمت من العربية إلى اللاتينية. ومنذ القرن التاسع وما بعده كتبت سير سلبية للغاية عن النبي في اللاتينية،  مثل السيرة التي كتبها ألفاروس Alvarus القرطبي، والذي أعلن فيها أنه المسيح الدجال.

### العصور الوسطى
إضافة إلى المصادر البيزنطية مثل إيولوجيوس (Eulogius) القرطبي من القرن التاسع، وصل للغرب بعض المعلومات عن النبي من خلال المستعربين المسيحيين في إسبانيا، مثل بطرس الفونسي (Petrus alfonsi) في القرن الحادي عشر، وهو يهودي تحول للمسيحية. وفي وقت لاحق من القرن الثاني عشر اعتبر بطرس الملقب بالمحترم Peter the Venerable أن محمداً هو السابق للمسيح الدجال والمحضر له وأنه خليفة آريوس وقد أمر بترجمة القرآن إلى اللاتينية، وبجمع معلومات عن محمد من أجل أن يقوم علماء المسيحية بتفنيد الإسلام.
وخلال القرن الثالث عشر أكمل كتّاب السيرة الأوروبيون كتاباتهم عن النبي بسلسلة من الأعمال التي كتبها أمثال Pedro Pascual، ريكولدو دي مونتي، رامون لول، بدرو باسكوال، ريكولدو مونتي دي كروتش، رامون لول. في هذه الأعمال يصور محمد على أنه دجال وأن الإسلام ما هو إلا هرطقة مسيحية. وقد تم تفسير معلومات كثيرة بشكل مختلف عن المعتقد الإسلامي في محمد، مثل اعتقاد المسلمين بأن النبي كان أميًا وأنه تزوج أرملة ثرية وتزوج لاحقًا عدة زوجات وأنه حكم مجتمعًا، ولذا شارك في عدد من الحروب. إضافة إلى أنه مات مثل «شخص عادي»، مخالفًا للعقيدة المسيحية التي تؤمن بالموت الدنيوي والصعود الإلهي ليسوع.
اعتقد علماء القرون الوسطى في الغرب ورجال الكنيسة بأن الإسلام من اختراع محمد والذي بدوره كان يوحى إليه من الشيطان. وكثيرًا ما كان الدعاة المسيحيون في الغرب يظهرون صورة سلبية لمحمّد، ويعطونه تفسيراً مختلفاً عن التفسير الإسلامي، يقومون بتدريسه ونشره. 
فعلى سبيل المثال ومن أجل إظهار أن النبي كان عدو المسيح، جرى التأكيد على أنه قد مات في سنة 666 (رقم الوحش في المعتقدات الغربية) وليس في سنة 632. وفي قصة أخرى مبنية على الرقم "666" كان يعتقد أن المسلمين سيحكمون في الأرض بعدد ذلك من السنين. وكتعبير عن رفضهم لفكرة الإسلام، قاموا بتحريف اسمه من محمد إلى "مهاوند (Mahound)"، «الشيطان المتجسد». وأكد آخرون للمسيحيين المتدينين أن نهايته كانت سيئة. فحسب إحدى الروايات، بعد وقوعه في حالة سكر وذهل أكله قطيع من الخنازير، واستخدمت هذه الأسطورة لتفسير حرمة الخمر وأكل الخنزير عند المسلمين. إضافة إلى كتاب (Leggenda di Maometto) «قصة محمد»  كمثال على تغيير سيرة النبي حيث يذكر فيه أن زنديقًا مسيحيًا هرب من سَجن الكنيسة له إلى الجزيرة العربية ودرّس النبي فنون السحر الأسود وأن النبي أسس دينا كاذبّا باختياره الانتقائي وتحريفه لنصوص الكتاب المقدس والعهد القديم لإقامة الإسلام. كما شرحت عطلة المسلمين في يوم الجمعة (يوم إلهة الحب عند اليونانيين) بدل السبت لدى اليهود والأحد لدى المسيحيين بأنها عائدة لانحلال أخلاق المسلمين كما تجلى ذلك في تعدد الزوجات حسب رأيهم. والتصويرات السلبية للغاية لمحمد بوصفه زنديقا أو نبيا كاذبا أو راهبا مرتدا أو مؤسس دين عنيف وجدت طريقها إلى العديد من الأعمال الأخرى في الأدب الأوروبي، مثل أغاني البطولات الفرنسية chansons de geste وPiers Plowman التي كتبها William Langland وسقوط الأمراء The Fall of the Princes التي كتبها John Lydgate.
خلال العصور الوسطى ولا سيّما في أماكن الصراع الساخن بين الإسلام والمسيحية، كان من الشائع تصوير النبي محمد على أن الشياطين تعذبه في الجحيم. وأحد أمثلة هذا هو في الكوميديا الإلهية لدانتي حيث وضع النبي محمد في الخندق التاسع لدائرة الجحيم الثامنة، أي المكان المخصص لمن سبب الانشقاق. وبالتحديد في مكان من يزرع الشقاق الديني. وكانت إحدى الادعاءات التي اتهم بها محمد أنه كان كاذبًا منتحلًا نشر تعاليم علم أنها كاذبة من أجل إرضاء شهواته.
اعتقد بعض المسيحيين أيضا أن المسلمين يعبدون محمدا كما عبد المسيحيون المسيح. وهذا ما سبب انتشار اسم محمديين بدل مسلمين في الغرب. وكان المسلمون يلقبون بالوثنيين في كتابات أوربيي العصور الوسطى أو بالأعداء الزناديق paynim foe. وهذه التصويرات كما في أغنية رولاند Song of Roland تصور المسلمين وهم يعبدون محمدًا (كانت تكتب Mahom وأيضاً Mahumet) على أنه إله وأنهم يعبدون عددا من الأصنام بدءًا من أبولو وحتى لوسيفر (شيطان في الاعتقاد المسيحي)، وأن كبير الإلهة عند المسلمين هو ترماغانت.
عندما كانت تجري محاكمة فرسان المعبد بتهمة الهرطقة كثيرا ما كان يشار لعبادتهم الشيطان باهومت Baphomet، الذي كان يلفت الانتباه لشبهه باسم محمد لدى الكتاب المسيحيين ذلك العصر Mahomet. كل هذه وأشياء أخرى شبيهة كانت من روح العصر وضمن ما نظر إليه على أنه صراع بين المسلمين والمسيحيين حيث كانت أوروبا العصور الوسطى تبني مفهوم «العدو الكبير» بعد النجاحات الكبيرة للمسلمين من خلال سلسلة من الفتوحات بُعيد سقوط الإمبراطورية الرومانية الغربية، وكذلك لنقص المعلومات الحقيقية في الغرب عن الشرق الغامض.